# Żulinki
Żulinki – wieś w Polsce położona w województwie lubelskim, w powiecie radzyńskim, w gminie Komarówka Podlaska. Leży przy drodze wojewódzkiej nr 813.
W latach 1975–1998 miejscowość administracyjnie należała do województwa bialskopodlaskiego.
Wieś stanowi sołectwo gminy Komarówka Podlaska. Według Narodowego Spisu Powszechnego z roku 2011 wieś liczyła 58 mieszkańców.
Wierni Kościoła rzymskokatolickiego należą do parafii Najświętszego Serca Pana Jezusa w Komarówce Podlaskiej.

## Historia
Żulinki w wieku XIX stanowiły folwark w powiecie radzyńskim, gminie Żelizna, parafii Komarówka, odległy 20 wiorst od Radzynia.
W roku 1884 folwark ten nazywano Żulinki alias Żulin, posiadał 4 domy mieszkalne zamieszkałe przez 25 mieszkańców. W 1872 roku został wydzielony z dóbr Przegaliny Wielkie posiadał wówczas rozległość 477 mórg. Eksploatowano w nim pokłady torfu, była również cegielnia.